# NGC 2144
NGC 2144 是山案座的一個星系。它是一个比较小的椭圆状的星系，它的外形稍许有些不规则，中心比边缘明亮。
 维基共享资源上的相關多媒體資源：NGC 2144
- NED – NGC 2144
- SEDS – NGC 2144
- SIMBAD – NGC 2144
- VizieR – NGC 2144